# Ждеглово
Ждеглово је насеље у Србији у општини Лебане у Јабланичком округу. Према попису из 2022. било је 513 становника.

## Демографија
У насељу Ждеглово живи 538 пунолетних становника, а просечна старост становништва износи 37,3 година (37,4 код мушкараца и 37,1 код жена). У насељу има 154 домаћинства, а просечан број чланова по домаћинству је 4,51.
Ово насеље је углавном насељено Србима (према попису из 2002. године), а у последња три пописа, примећен је пораст у броју становника.
|  |

| Демографија | Демографија | Демографија |
| Година      | Становника  | Становника  |
| ----------- | ----------- | ----------- |
| 1948.       | 408         |             |
| 1953.       | 504         |             |
| 1961.       | 509         |             |
| 1971.       | 515         |             |
| 1981.       | 580         |             |
| 1991.       | 604         | 597         |
| 2002.       | 695         | 704         |
| 2011.       | 634         |             |
| 2022.       | 513         |             |

| Етнички састав према попису из 2002.‍ | Етнички састав према попису из 2002.‍ | Етнички састав према попису из 2002.‍ | Етнички састав према попису из 2002.‍ | Етнички састав према попису из 2002.‍ |
| ------------------------------------ | ------------------------------------ | ------------------------------------ | ------------------------------------ | ------------------------------------ |
|                                      |                                      |                                      |                                      |                                      |
| Срби                                 | Срби                                 |                                      | 524                                  | 75,39%                               |
| Роми                                 | Роми                                 |                                      | 98                                   | 14,10%                               |
| непознато                            | непознато                            |                                      | 1                                    | 0,14%                                |

| Година пописа     | 1948. | 1953. | 1961. | 1971. | 1981. | 1991. | 2002. |
| ----------------- | ----- | ----- | ----- | ----- | ----- | ----- | ----- |
| Број домаћинстава | 61    | 79    | 93    | 102   | 130   | 144   | 154   |

| Број чланова      | 1  | 2  | 3  | 4  | 5  | 6  | 7 | 8 | 9 | 10 и више | Просек |
| ----------------- | -- | -- | -- | -- | -- | -- | - | - | - | --------- | ------ |
| Број домаћинстава | 11 | 19 | 21 | 23 | 35 | 24 | 9 | 5 | 2 | 5         | 4,51   |

| Пол    | Укупно | Неожењен/Неудата | Ожењен/Удата | Удовац/Удовица | Разведен/Разведена | Непознато |
| ------ | ------ | ---------------- | ------------ | -------------- | ------------------ | --------- |
| Мушки  | 291    | 67               | 201          | 18             | 5                  | 0         |
| Женски | 271    | 29               | 205          | 30             | 5                  | 2         |
| УКУПНО | 562    | 96               | 406          | 48             | 10                 | 2         |

| Пол    | Укупно                    | Пољопривреда, лов и шумарство | Рибарство                            | Вађење руде и камена | Прерађивачка индустрија       |
| ------ | ------------------------- | ----------------------------- | ------------------------------------ | -------------------- | ----------------------------- |
| Мушки  | 169                       | 55                            | 0                                    | 0                    | 34                            |
| Женски | 109                       | 48                            | 0                                    | 0                    | 25                            |
| УКУПНО | 278                       | 103                           | 0                                    | 0                    | 59                            |
| Пол    | Производња и снабдевање   | Грађевинарство                | Трговина                             | Хотели и ресторани   | Саобраћај, складиштење и везе |
| Мушки  | 0                         | 14                            | 7                                    | 1                    | 2                             |
| Женски | 0                         | 0                             | 4                                    | 2                    | 1                             |
| УКУПНО | 0                         | 14                            | 11                                   | 3                    | 3                             |
| Пол    | Финансијско посредовање   | Некретнине                    | Државна управа и одбрана             | Образовање           | Здравствени и социјални рад   |
| Мушки  | 3                         | 0                             | 3                                    | 2                    | 3                             |
| Женски | 0                         | 0                             | 0                                    | 2                    | 4                             |
| УКУПНО | 3                         | 0                             | 3                                    | 4                    | 7                             |
| Пол    | Остале услужне активности | Приватна домаћинства          | Екстериторијалне организације и тела | Непознато            | Непознато                     |
| Мушки  | 1                         | 0                             | 0                                    | 44                   | 44                            |
| Женски | 2                         | 0                             | 0                                    | 21                   | 21                            |
| УКУПНО | 3                         | 0                             | 0                                    | 65                   | 65                            |